# Zwój uszny

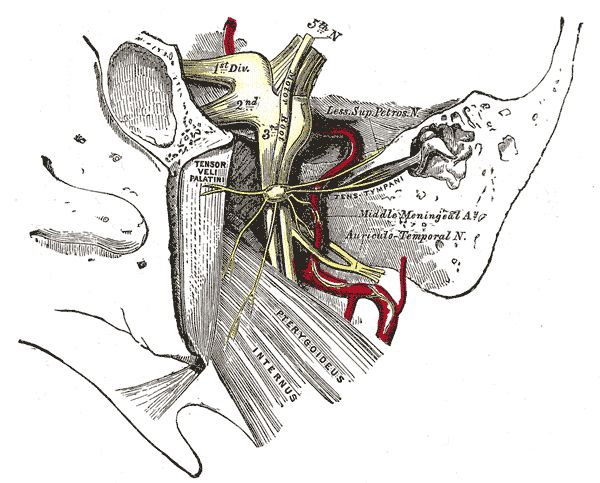
Topografia zwoju usznego prawego

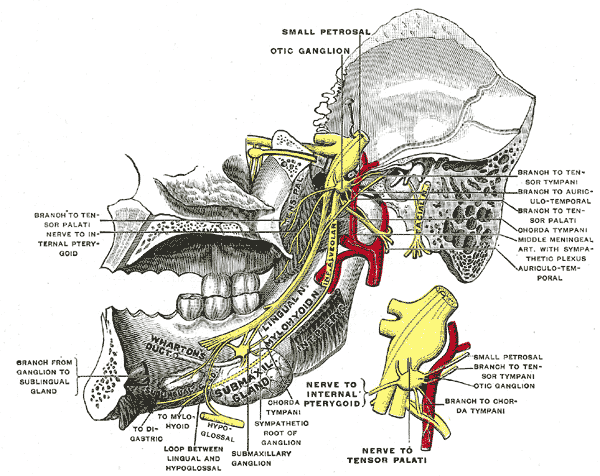
Zwój uszny prawy (OTIC GANGLION) wraz z gałęziami

Zwój uszny (łac. ganglion oticum) – w anatomii człowieka zwój prowadzący gałęzie przywspółczulne, związany z nerwem żuchwowym. Leży w dole podskroniowym pod otworem owalnym, przylegając do przyśrodkowej powierzchni nerwu żuchwowego. Przyśrodkowo do niego leży część chrzęstna trąbki słuchowej a za nim biegnie tętnica oponowa środkowa.
Gałęzie doprowadzające (korzenie):
- Korzeń czuciowy (radix sensitiva) – pochodzi z nerwu żuchwowego. Przewodzi on także włókna ruchowe dla mięśnia skrzydłowego przyśrodkowego i mięśnia napinacza błony bębenkowej. Włókna czuciowe przez zwój ten przechodzą tranzytem – bez przełączenia na synapsie[2].
- Korzeń przywspółczulny (radix parasympathica) – tworzy go nerw skalisty mniejszy prowadzący włókna (przedzwojowe gałęzi nerwu językowo-gardłowego z jądra początkowego ślinowego dolnego[3]) do ślinianki przyusznej i gruczołów ślinowych (mniejszych) – policzkowych. Włókna przywspółczulne ulegają w tym zwoju przełączeniu[2].
- Korzeń współczulny (radix sympathica) – pochodzi z nerwu skalistego głębokiego lub ze splotu tętnicy oponowej środkowej. Włókna współczulne przez zwój ten przechodzą tranzytem – bez przełączenia na synapsie[2].
- Nerw klinowy wewnętrzny – jako gałąź prowadząca włókna ruchowe do zwoju drogą okrężną z nerwu twarzowego za pośrednictwem struny bębenkowej[4].

Gałęzie odprowadzające zwoju usznego:
- Gałąź łącząca z nerwem uszno-skroniowym (ramus communicans cum nervo auriculotemporali) – prowadzi włókna zazwojowe, przywspółczulne do ślinianki przyusznej
- Gałęzie ruchowe prowadzą włókna do:
  - mięśnia skrzydłowego przyśrodkowego
  - mięśnia napinacza błony bębenkowej
  - mięśnia napinacza podniebienia miękkiego
- Gałąź łącząca z gałęzią oponową nerwu żuchwowego (ramus communicans cum ramo meningeo nervi mandibularis) – prowadzi włókna unerwiające czuciowo fragment opony twardej
- Gałąź łącząca ze struną bębenkową (ramus communicans cum chorda tympani) – prowadzi włókna ruchowe nerwu twarzowego dla mięśnia dźwigacza podniebienia miękkiego
- Gałąź łącząca z nerwem policzkowym (ramus communicans cum nervo buccali) – prowadzi włókna wydzielnicze dla gruczołów (ślinowych mniejszych) błony śluzowej policzka
- Gałąź łącząca z nerwem skalistym większym (ramus communicans cum nervi petroso majore) – prowadzi włókna czuciowe i przywspółczulne do nerwu językowego.
- Gałąź łącząca z nerwem językowym (ramus communicans cum nervo petroso majore).